# Apple Studios
Apple Studios es una productora y distribuidora estadounidense de cine y televisión filial de Apple Inc., la empresa se dedica en especial en producir películas y series para la plataforma de streaming Apple TV+.

## Historia
En octubre de 2019 la revista The Hollywood Reporter anunció que Apple Inc. lanzaría su propio estudio de producción, supervisada por Zack Van Amburg y Jamie Erlicht y la cual se dedicaría a producir las series y películas para la plataforma Apple TV+.

## Lista de producciones

### Películas
| Producción                                            | Año                     | Coproduccida con                                                                       | Estado        |        |
| ----------------------------------------------------- | ----------------------- | -------------------------------------------------------------------------------------- | ------------- | ------ |
| El canto del cisne                                    | 17 de diciembre de 2021 | Anonymous Content Concordia Studio                                                     | Realizada     | [ 3 ]  |
| Raymond and Ray                                       | 21 de octubre de 2022   | Mockingbird Pictures Esperanto Filmoj                                                  | Realizada     | [ 4 ]  |
| Emancipation                                          | 9 de diciembre de 2022  | Overbrook Entertainment Westbrook Studios McFarland Entertainment Escape Artists       |               | [ 5 ]  |
| Los asesinos de la luna                               | 20 de octubre de 2023   | Paramount Pictures Imperative Entertainment Sikelia Productions Appian Way Productions |               | [ 6 ]  |
| Ghosted                                               | 2023                    | Skydance Media Rhett Reese Productions                                                 |               | [ 7 ]  |
| Napoleón                                              | 2023                    | Scott Free Productions                                                                 |               | [ 8 ]  |
| Próximas producciones                                 |                         |                                                                                        |               |        |
| El gran Gatsby                                        | TBA                     | DNEG Animation                                                                         | Posproducción |        |
| Bad Blood                                             | TBA                     | Legendary Entertainment Hyperobject Industries Gary Sanchez Productions                | Preproducción | [ 9 ]  |
| Black & Blues: The Colorful Ballad Of Louis Armstrong | TBA                     | Imagine Documentaries                                                                  | Ordenada      | [ 10 ] |
| Carrie & Me                                           | TBA                     |                                                                                        | En desarrollo | [ 11 ] |
| Dolly                                                 | TBA                     |                                                                                        | En desarrollo | [ 12 ] |
| Snow Blind                                            | TBA                     | Boom! Studios                                                                          | En desarrollo | [ 13 ] |
| Película no titulada dirigida por Andy Samberg        | TBA                     | Red Hour Productions                                                                   | En desarrollo | [ 14 ] |

### Series
| Producción                                      | Año                     | Coproduccida con                                                                   | Estado        |        |
| ----------------------------------------------- | ----------------------- | ---------------------------------------------------------------------------------- | ------------- | ------ |
| The Last Days of Ptolemy Grey                   | 11 de marzo de 2022     | Anonymous Content                                                                  | Realizada     | [ 15 ] |
| WeCrashed                                       | 18 de marzo de 2022     | Paradox Productions                                                                | Realizada     | [ 16 ] |
| Black Bird                                      | 8 de julio de 2022      | EMJAG productions Imperative Entertainment Eden productions Crime story Hans Bubby | Realizada     |        |
| Surface                                         | 29 de julio de 2022     | Hello Sunshine                                                                     | Realizada     | [ 17 ] |
| Life by Ella                                    | 2 de septiembre de 2022 | Hat on a Hat Productions                                                           | Realizada     |        |
| Próximas producciones                           |                         |                                                                                    |               |        |
| The Changeling                                  | TBA                     | Annapurna Television                                                               | Posproducción | [ 18 ] |
| City on Fire                                    | TBA                     | Fake Empire Productions                                                            | Posproducción | [ 19 ] |
| The Crowded Room                                | TBA                     | New Regency Television Weed Road Productions EMJAG Productions                     | Posproducción | [ 20 ] |
| Dark Matter                                     | TBA                     | Sony Pictures Television                                                           | Rodaje        |        |
| High Desert                                     | TBA                     | Red Hour Productions 3 Arts Entertainment                                          | Posproducción | [ 21 ] |
| Lessons in Chemistry                            | 2023                    | Aggregate Films                                                                    | Rodaje        | [ 22 ] |
| Manhunt                                         | TBA                     | Lionsgate Television POV Entertainment Walden Media 3 Arts Entertainment           | Rodaje        | [ 23 ] |
| Masters of the Air                              | TBA                     | Playtone Amblin Television Parliament of Owls                                      | Posproducción | [ 24 ] |
| Metropolis                                      | TBA                     | Esmail Corp Anonymous Content UCP                                                  | Ordenada      |        |
| Strange Planet                                  | TBA                     | Harmonious Claptrap ShadowMachine                                                  | Ordenada      | [ 25 ] |
| Serie sobre las Ligas Negras                    | TBA                     | Kapital Entertainment                                                              | En desarrollo | [ 26 ] |
| Serie no titulada de Team Downey y Adam Perlman | TBA                     | Team Downey                                                                        | Ordenada      | [ 27 ] |